# Láb (mértékegység)
A láb hosszúság-mértékegység. Latinul pes. Nemzetközi jelölése: ft vagy ' (= aposztróf jel).
Az Egyesült Államokban a mai napig használatban van kétféle változatban. Az egyik a nemzetközi láb (international foot), ami pontosan 0,3048 m (1959-ben határozták meg), a másik a survey foot, ami pontosan 1200⁄3937 méter (megközelítőleg 0,304800609601 m). Ez utóbbit 2023-tól egyre csökkenő mértékben használják.

## Története
A magyarok görög-római és európai előzménnyel kezdték használni 1266-ban. A 20. században bevezetett egységes SI-mértékegységrendszer óta az Egyesült Királyságban és az Amerikai Egyesült Államokban alkalmazzák gyakrabban.
1 láb = 16 ujj ~ 18,9-33,6 cm; a gyakorlatban általában 31,6 cm.
1 láb = 12 hüvelyk.
Ma leggyakrabban az angolszász „nemzetközi láb” jelentésében fordul elő, ahol 30,48 cm-t jelent.
A survey footot használták az USA és India területén földmérés céljára is, azonban nagyobb távolságoknál egyre nagyobb eltérés mutatkozott a kétféle „láb” használata között, így döntés született arról, hogy 2022-től a US survey foot használatát kivezetik az amerikai rendszerből.

## Különböző lábegységek
- angol láb (foot) = 0,3048 m
- badeni láb (Fuss) = 0,3080 m
- bajor láb (Fuss) = 0,291859 m
- belga láb (pied) = 0,2868 m és 0,32485 m
- francia láb (pied) = 0,3248 m
- holland láb (voet) = 0,2831 m és 0,313947 m
- japán láb (konsa saku) = 0,3036 m
- kínai láb (csi) = 0,3181 m és 0,33 m és 0,358 m
- magyar királyi láb = 0,3126 m
- bécsi láb (Fuss) = 0,316081 m
- porosz láb (Fuss) = 0,313853 m
- svéd láb = 0,296901 m
- szász láb = 0,283190 m